# 100 дней с Мистером Высокомерие
«100 дней с Мистером Высокомерие» (кор. 내 사랑 싸가지) — южнокорейская романтическая кинокомедия и мелодрама. Премьера состоялась 16 января 2004 года. Фильм в некотором роде схож с кинолентой Моя подруга — репетитор, где девушке приходится проводить, против своей воли, время с парнем, который ей неприятен.

## Сюжет
Если у вас выдался неудачный день, то лучше просто пойти домой, а не пытаться испортить его ещё больше
Для школьницы Кан Ха Ён (Ха Чжи Вон) выдался неудачный день: её бросает парень, и из-за своего гнева она сталкивается в курьёзной ситуации с Ан Хён Чжуном (Ким Чжэ Вон). Пнув пустую банку, Ха Ён попадает ей в Хён Чжуна, из-за чего он врезается дорогим автомобилем в стену. Из-за отсутствия у Ха Ён денег для возмещения ущерба Хён Чжун предлагает ей сделку: 100 дней помогать ему в выполнении всех пожеланий.
Комедийный фильм сменяется в конце 30-минутной мелодрамой.

## Роли исполняли
- Ким Чжэ Вон — Ан Хён Чжун
- Ха Чжи Вон — Кан Ха Ён
- Kim Tae-hyeon — Ен Юн
- Han Min — Хен Чжу
- Kim Chang-wan — отец Кан Ха Ен
- Hong Ji-Yeong
- Kim Ji-yu
- Kim Min-kyeong
- Lee Eung-kyung — мама Кан Ха Ен

## Критика
Рецензия-опрос веб-сайта Rotten Tomatoes показала, что 71 % аудитории, оценив на 3.7 балла из 5, дали положительный отзыв о фильме.